# Esprit Séguier
Pour l’article homonyme, voir Séguier.
Pierre Séguier, dit Esprit Séguier est un chef camisard originaire du Magistavols (hameau de Cassagnas) né vers 1650 et mort brûlé vif au Pont-de-Montvert le 12 août 1702, en représailles à l'assassinat de l'abbé du Chayla.